# リップ・サービス
『リップ・サービス』は、餓鬼レンジャーによる1枚目のアルバムである。インディーズから発売。

## 解説
餓鬼レンジャーのデビュー・ミニアルバムである。発売から12年後の2010年には、「歴史に刻まれる”日本語ラップ・クラシック・リマスター・リミテッド・エディション”」という企画の中の1枚に選ばれ、リマスターされて再発された。

## 収録曲
1. ショー・タイム[1:25]
2. ジキル&ハイド...Two Faces Man[3:26]
3. リップ・サービス・モンスター[1:28]
4. リップ・サービス・モンスター...Later[2:33]
5. シド&ナンシー[3:58]
6. エリート・ガイダンス[2:19]
7. プレッシャー'97...Live Mix[3:09]
8. カーテン・コール[0:40]
9. ショート・カッツ・メッセージ[0:35]